# Baucau
Baucau (portugalsky Baucau, tetum Baukau) je druhé největší město ve Východním Timoru, které leží 123 km východně od hlavního města Dili. Má přibližně 15 tisíc obyvatel a je hlavním městem regionu Baucau, který se nachází ve východní části země. V dobách Portugalského Timoru bylo Baucau jen o něco více, než vesnice. Po určité období bylo město nazýváno po portugalském diktátorovi Antóniu de Oliveira Salazarovi, Vila Salazar.

## Název města
V roce 1936 Portugalci město pojmenovali na Vila Salazar, podle portugalského diktátora Antónia de Oliveira Salazara. Tento název se však neujal a několik let po druhé světové válce se město vrátilo ke svému původnímu názvu.

## Historie

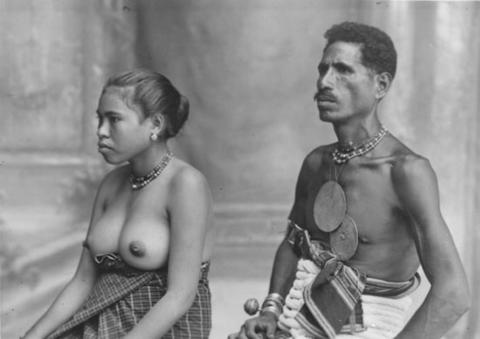
Waimaha z Baucau, kolem 1940

V blízkosti města byl nalezen bronzový sekeromlat z kultury Dong Son (přibližně 800 př. n. l. až 200 n. l.) pocházející z oblasti dnešního Vietnamu.
Baucau bylo v roce 1859 druhým místem ležícím na východní straně Timoru, kde Portugalci založili nové sídlo. Město se postupně vyvinulo v koloniální správní centrum regionu.
V roce 1912 vypuklo v Baucau povstání proti portugalským kolonizátorům. Námořníci z dělové lodi Pátria pod velením poručíka Jaaimeho do Insa museli mezi 29. červnem 1912 a 25. červencem 1912 město bránit proti povstalcům. Povstání však bylo rychle potlačeno, přičemž údajně přišlo o život až dva tisíce lidí.
Během druhé světové války, během bitvy o Timor, byly části města zničeny, včetně budovy městského tržiště a starého římskokatolického kostela.
Bacau bylo 9. prosince 1975 obsazeno Indonésany. Po leteckém a námořním bombardování následoval výsadek indonéských výsadkářů. Bojovníci hnutí FALINTIL kladli několik hodin odpor, než se stáhli do vnitrozemí. Mezi lety 1975 a 1980 docházelo k vážnému porušování lidských práv, zahrnující neoprávněné zatýkání a mučení. Ve městě bylo zřízeno šest zadržovacích center.
Dne 27. května 1997 se konaly volby, ve kterých měli být zvoleni zástupci Východního Timoru do indonéského parlamentu. V souvislosti s nimi došlo po celé zemi k několika útokům na indonéské okupanty a jejich podporovatele. V regionu Baucau byl 28. května 1997 zavražděn bývalý předseda okresního parlamentu Miguel Baptismo da Silva se svou manželkou.
V listopadu 2002 došlo v Baucau k nepokojům, které si vyžádaly oběti na životech. Také se zažehly potyčky mezi mládežnickými gangy poblíž pouličního trhu.

## Geografie

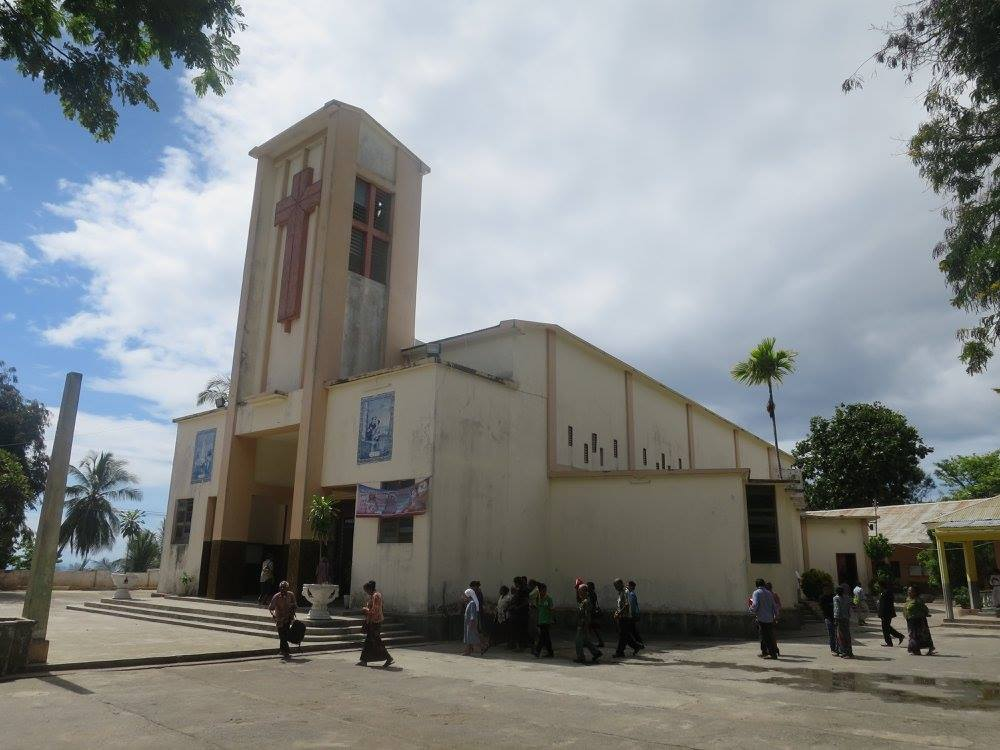
Katedrála svatého Antónia

Baucau se nachází na severním pobřeží země asi 123 km východně od hlavního města Dili, v administrativní oblasti Baucau. Staré město Baucau (Vila Antiga) leží v Sucu Bahu na severozápadě města. Centrum nové části (Vila Nova) je v Sucu Tirilolo a její jižní část v Sucu Buibau. Okrajové čtvrti na severovýchodě spadají pod Suco Buruma a Suco Caibada, ale nejsou klasifikovány jako "městské".
Baucau se vyznačuje výrazným svahováním. Z centra starého města, které se nachází ve výšce 336 m n. m., vede k pláži cesta po silnici, která chodci trvá přibližně půl hodiny. V centru starého města se nachází tržnice a katedrála. V horní části města, v nové čtvrti, stojí pevné betonové budovy, pod centrem starého města jsou téměř pouze chatrče ze dřeva, hlíny a slámy. I když je město známé těmito skromnými obydlími, díky udržovaným zahradám s mnoha keři, barevnými květy, palmami a dalšími stromy, které tvoří téměř lesní cestu k pláži, působí tato část města spíše malebně nežli chudobně.
Baucau je pří zásobování pitnou vodou téměř zcela závislé na podzemní vodě. Nejsou zde žádné řeky, které by vedly vodu po celý rok. Vzhledem k tomu, že podzemní voda není příliš hluboko, je ohrožena znečištěním.

## Náboženství
Baucau je sídlem římskokatolické diecéze Baucau, jedné ze tří biskupství ve Východním Timoru. Tato diecéze byla založena 30. listopadu 1996 poté, co se biskupství v Dili rozdělilo.
Na průčelí katedrály svatého Antónia se nacházejí dvě portugalské modro-bílé keramické mozaiky, tzv. azulejos. Ve čtvrti Vila Nova se nachází mešita a druhý městský farní kostel Nejsvětějšího srdce Ježíšova.
Město také zdobí barevné nástěnné malby s motivy připomínajícími animistické rituály. Nedaleko pouličního tržiště se nachází jeskyně s pramenem Wai Lia. Původně se jednalo o posvátné místo starého animistického náboženství, avšak v roce 2010 zde byla umístěna socha Madony, což zde umožňuje praktikování obou náboženství.

## Ostatní budovy a instituce
Stejně jako v jiných částech Východního Timoru byla i v Baucau během indonéské operace spálená země v roce 1999 zničena velká část infrastruktury. Přesto se zde zachovalo několik budov z koloniálního období, například střední škola sv. Antonína v Teolale, stará budova tržnice a hostinec Pousada de Baucau (růžová budova s restaurací nabízející výhled na moře).
Budova tržiště, původně postavená v roce 1932 za správce Armanda Eduarda Pinta Correii, byla v roce 2014 přeměněna na kulturní centrum. Během druhé světové války byla částečně zničena, po roce 1970 znovu obnovena a při operaci indonéské armády v roce 1999 opět zdevastována. V roce 2014 ji státní tajemník pro kulturu přeměnil na regionální kulturní centrum s malou knihovnou s internetovým připojením a různými výstavami. Centrální prostor je využíván pro představení, konference a výstavy. Obnoven byl také malý park před budovou.
Koloniální veřejný bazén Piscina de Baucau, který je součástí Pousada de Baucau, je stále v provozu. Velká kašna v centru starého města slouží místním obyvatelům k praní prádla a dětem jako místo ke koupání. Místní nemocnice nese název Regionální nemocnice Eduarda Ximenese.
V Baucau se nachází státem uznávaná vysoká škola Instituto Católico para Formação de Professores. Univerzita v Dili a East Timor Institute of Business zde provozují odloučená pracoviště.

## Doprava
Šest kilometrů od města se nachází letiště Baucau, dříve známé jako letiště Cakung (IATA kód: BCH), místním známé i jako LANUD. Jedná se o opuštěné a z větší části nevyužívané letiště, které má mnohem delší ranvej než Mezinárodní letiště prezidenta Nicolau Lobata v Dili. Cakung bylo hlavním letištěm ve Východním Timoru před indonéskou invazí v roce 1975.

## Sport
V roce 1985 byl v Baucau založen fotbalový klub FC Zebra. Některé ze zápasů první divize Liga Futebol Amadora v sezóně 2017 se konaly na stadionu Estádio Municipal de Baucau.

## Fotogalerie

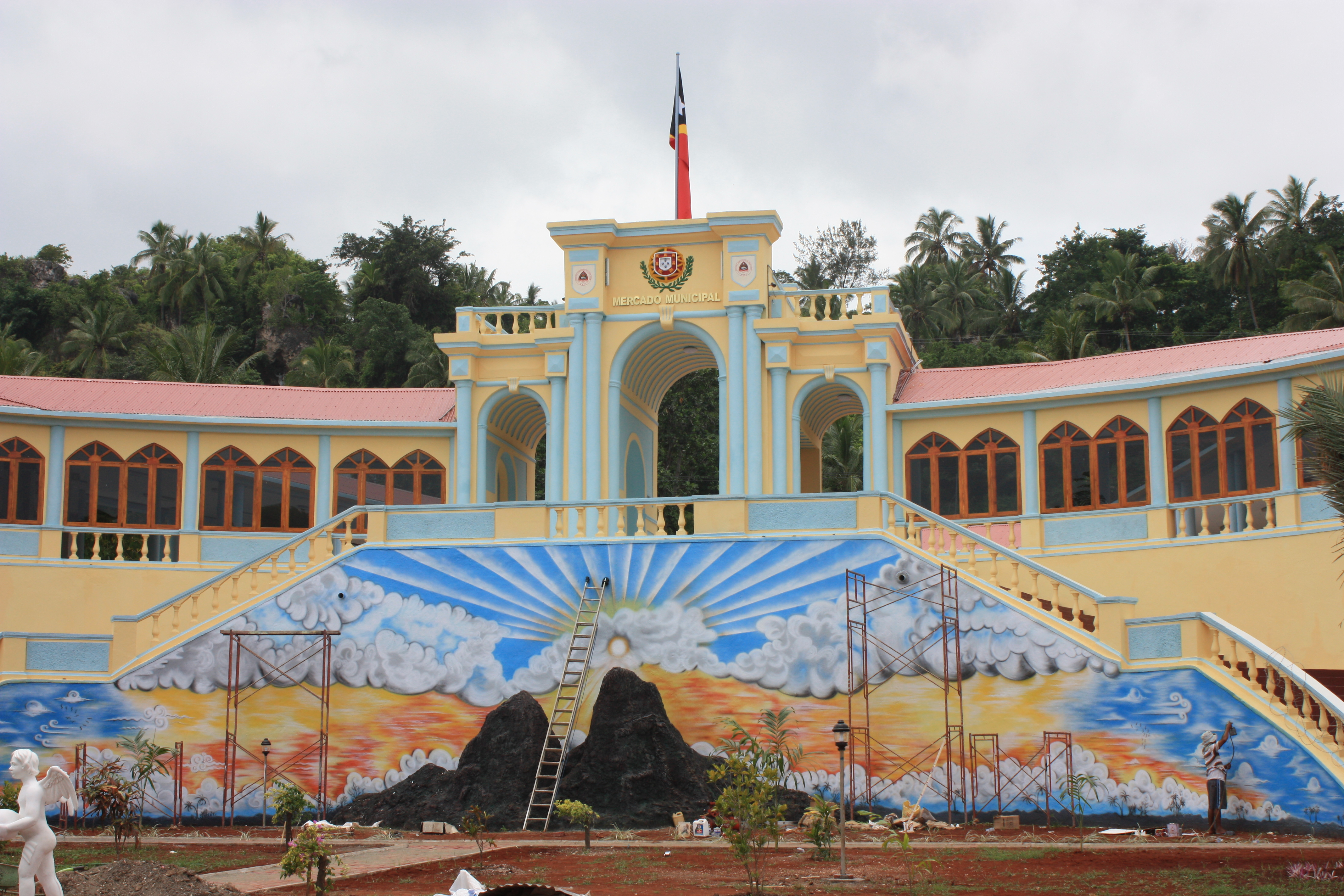
Budova tržnice v Baucau, stav po rekonstrukci v roce 2014
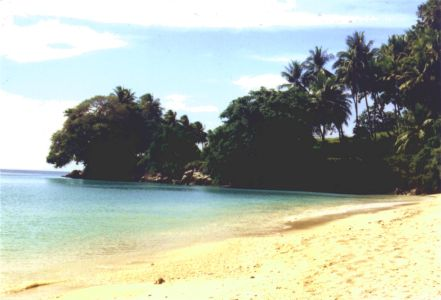
Pláž v Baucau
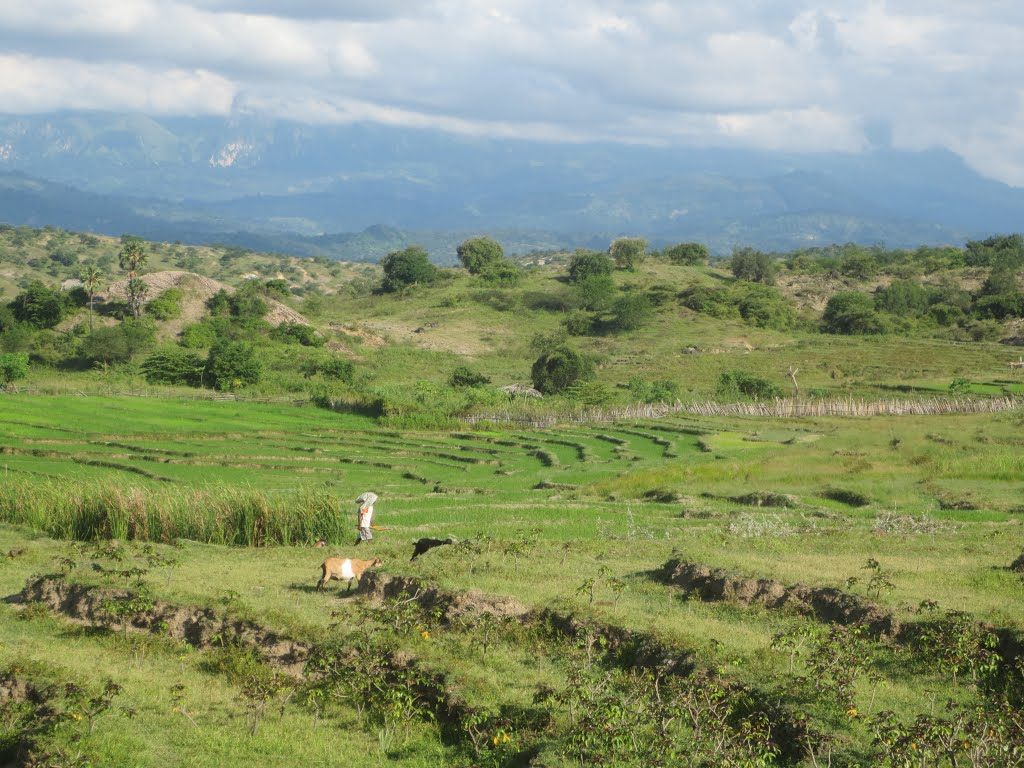
Pole nedaleko města
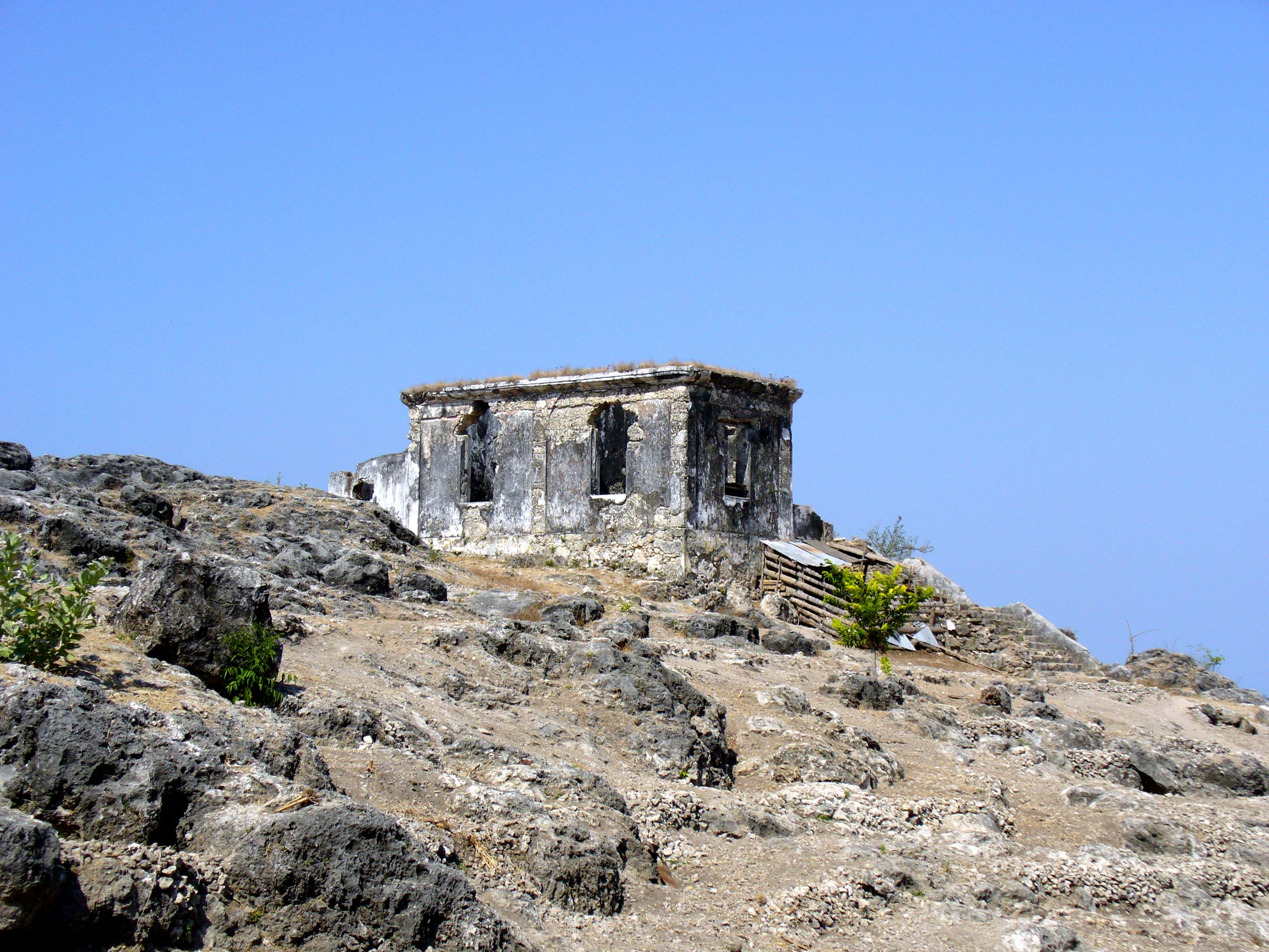
Pozůstatky koloniální budovy
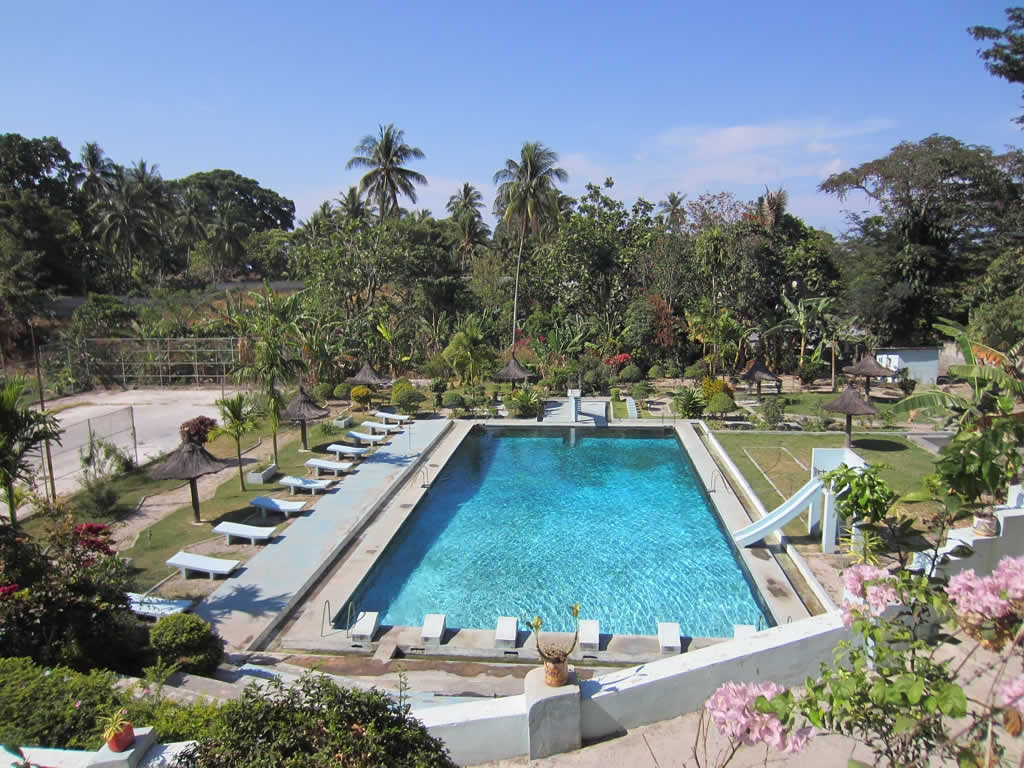
Veřejný bazén v Baucau